# Butilitsi
Butilitsi (en rus: Бутылицы) és un poble de l'óblast de Vladímir, a Rússia, segons el cens del 2010 tenia 1.171 habitants. Pertany al districte municipal de Mélenki.